# 多齊爾 (北卡羅萊納州)
多齊爾（英語：Dozier）是位於美國北卡羅萊納州福賽斯縣的非建制地區。

## 歷史
多齊爾的郵局於1889年設立，其後於1903年停運。

## 地理
多齊爾所處的海拔為高於海平面279米（即915英呎），而該地所採用的時區為UTC-5，即北美东部时区（EST）。同時該地設有夏令時間，為UTC-5調快一小時，即UTC-4（EDT）。